# Château-Thierry

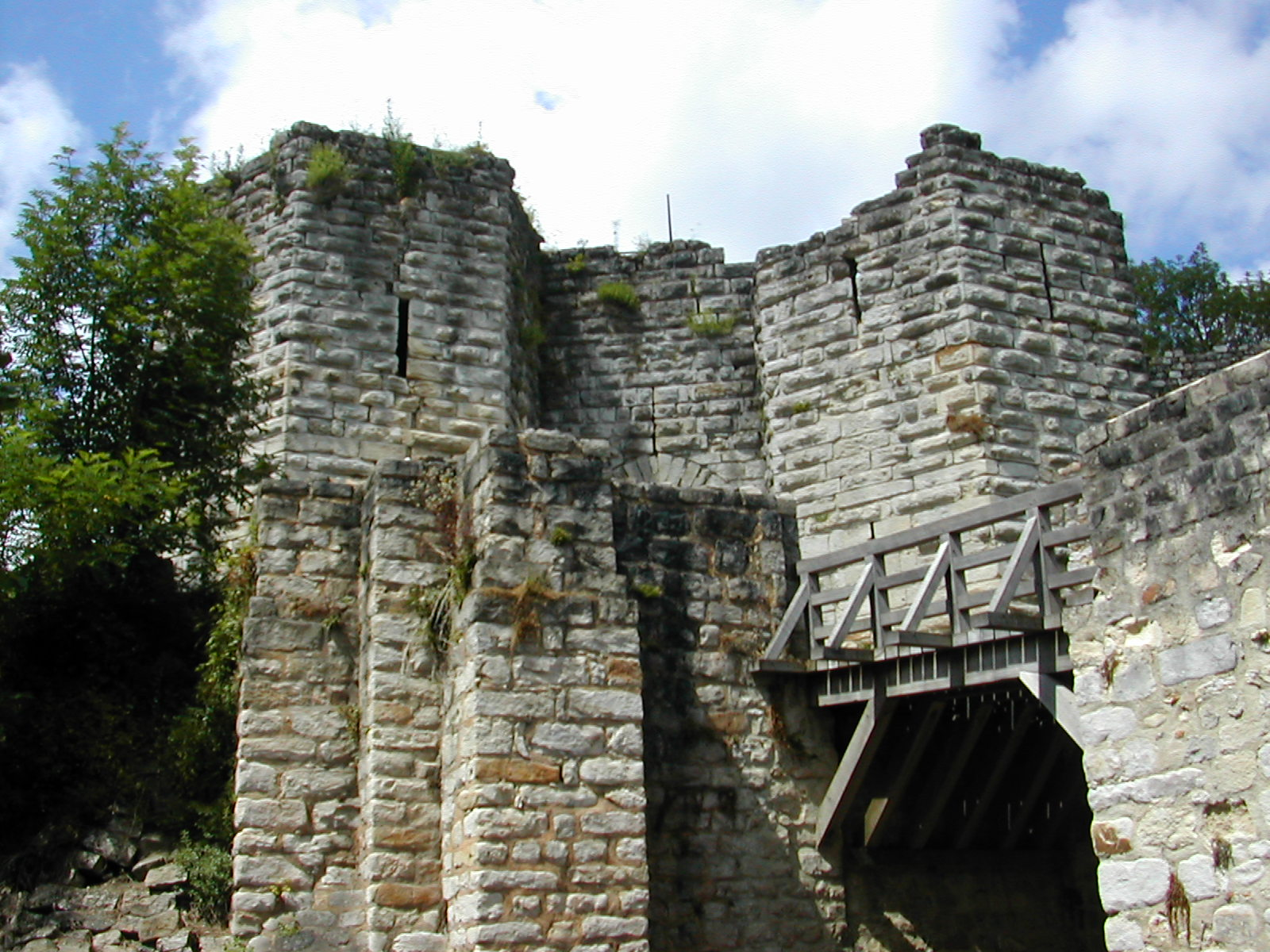
Main entrance of the castle of Château-Thierry

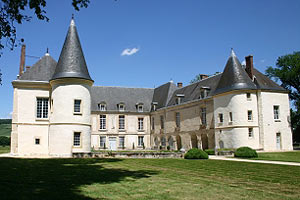
Château de Condé

Château-Thierry là một xã ở tỉnh Aisne, vùng Hauts-de-France thuộc miền bắc nước Pháp.

## Lịch sử
Vào những năm cuối của Đế chế Tây La Mã, một ngôi làng nhỏ tên là Otmus được lập ra trên khu vực có con đường Soissons-Troyes băng qua dòng sông Marne.
Xuyên suốt thế kỷ thứ 8, Charles Martel giam Vua Theuderic IV trong lâu đài Otmus. Vào thời điểm này, thị trấn có tên gọi là Castrum Theodorici, sau đó được đổi tên thành Château-Thierry (Lâu đài Thierry - Thierry là tên gọi Theuderic trong tiếng Pháp hoặc tiếng La Mã cổ).
Năm 946, Lâu đài Château-Thierry là nơi sinh sống của Herbert le-Vieux, bá tước Omois (tiếng Pháp: comte d'Omois).
Château-Thierry là nơi diễn ra hai trận đánh nổi tiếng: trận Trận Château-Thierry (1814 trong Chiến tranh Napoleon giữa quân Pháp và quân Phổ, và Ttrận Château-Thierry (1918) trong Chiến tranh thế giới thứ nhất, giữa Hoa Kỳ và Đức.
Năm 1918, một số lượng lớn súng Paris được phát hiện ở gần lâu đài, nhưng lại không tìm thấy một khẩu đại bác nào.

## Địa lý
Château-Thierry nằm bên bờ sông Marne.

## Người nổi tiếng
Château-Thierry là nơi sinh của nhà thơ ngụ ngôn nổi tiếng Jean de La Fontaine. Đây cũng là nơi mà con trai Teddy Roosevelt, ông Quentin bị bắn hạ vào tháng 7, năm 1918 khi đang điều khiển chiếc máy bay Pháp SPAD chiến đấu trong Chiến tranh thế giới thứ nhất.

### Thành phố kết nghĩa

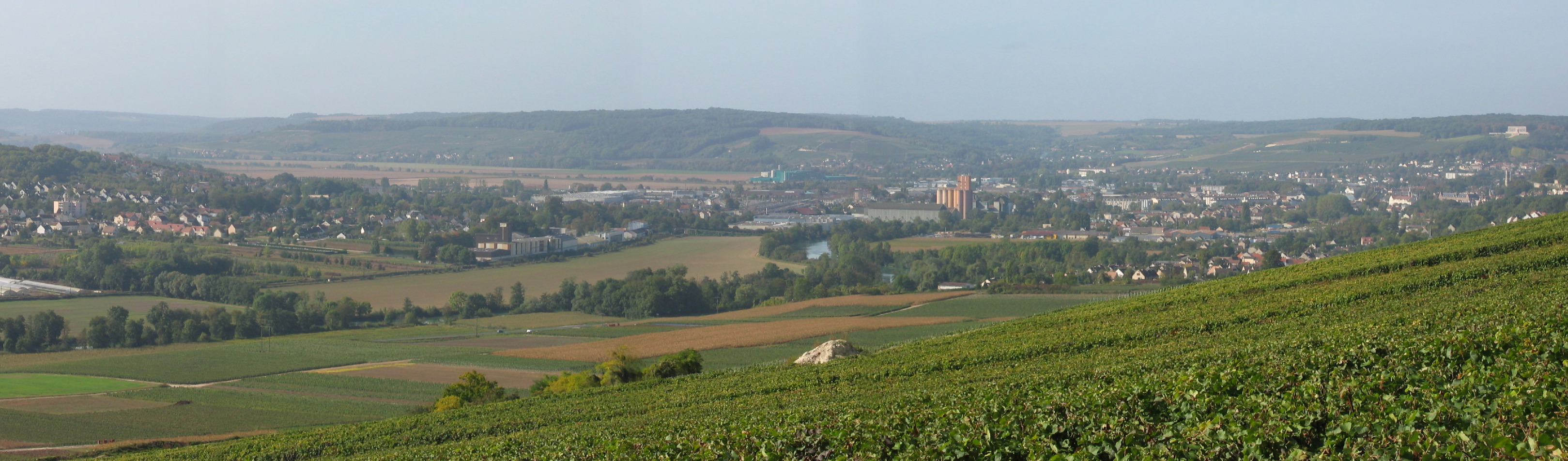
Château-Thierry

- Mosbach, Đức
- Pößneck, Đức
- Cisnădie, România